# القبائل العربية التي تفاعلت مع محمد
كان هناك العديد من القبائل العربية التي تفاعلت مع النبي محمد.صلي الله عليه وسلم

## المقدمة
وأبرز هذه القبائل كانت قريش التي انقسمت بدورها إلى عدة عشائر، وكانت عشيرة بني هاشم من قريش هي عشيرة محمد، في حين أن عشيرة بني عبد شمس الشقيقة كانت ألد أعدائه، وبعد النبي محمد، حكمت الأمة الإسلامية حصريًا من خلال قبيلة قريش، حتى وصول الأتراك العثمانيين إلى السلطة.
وتشمل القبائل الأخرى قبائل مختلفة تمركزت في مدن مختلفة، على سبيل المثال بني ثقيف وبني عتوب.
من أبرز القبائل اليهودية التي استقرت في المدينة المنورة، ولعبوا دورًا بارزًا في حياة النبي محمد، بني قريظة، وبنو النضير، وبنو قينقاع، وشاركوا في معركة الأحزاب، على الرغم من حصولهم على هدنة ومعاهدة، واتفق مع المسلمين على عدم الانضمام إلى الجيوش المعارضة، إلا أنهم نقضوها.

## قائمة
القائمة تشمل:
- قريش — بارزة في مدينة مكة
- بنو كنانة — إخوان قريش، وهم بارزون في مكة وما حولها
- بنو الأخضري (فرع من قريش)، وكان لهم تأثير كبير في الجزائر واليمن
- بنو بكر بن عبد مناة — يلملم وما حولها من يثرب وهم فرع من بني كنانة
- بنو جذيمة — مدينة يلملم، وهم فرع من بني كنانة
- بنو هذيل — إخوان خزيمة وجيرانهم بمكة [1]
- بني ثقيف — مدينة الطائف، عروة بن مسعود
- بنو بريق — مدينة بارق
- بنو عتوب — مدينة نجد
- بنو غطفان — شرق يثرب وخيبر
- بنو هلال - الحجاز ونجد
- بنو تميم — القوة المهيمنة في وسط الجزيرة العربية
- بني سعد
- بنو عمرو — أقام معهم عمر وأصحابه أثناء الهجرة من مكة
- بنو دوس — جنوب مكة أبو هريرة
- بنو عبس — حذيفة بن اليمان
- بنو جمعة
- بنو كلب
- عبد القيس
- - بنو خزاعة — بين مكة وبدر
- بنو حنيفة — وهم فرع من بني بكر
- بنو لخم

- بني كنانة [2]
- بنو الخزرج [3][4]
- بنو غامد — جنوب مكة سفيان بن عوف
- بني سليم
- بنو غفار
- بنو اسلم
- بنو جهينة
- بنو مزينة
- بنو طيء — حائل عدي بن حاتم
- بنو الحارث بن كعب
- بنو اسد
- بنو كندة
- بنو همدان
- بنو خثعم
- بنو محارب
- بنو ثمالة
- بنو فزارة
- بنو بجيله
- بنو حمير
- بنو غسان
- بنو شيبان
- بنو بكر بن وائل
- بنو اشعر
- بنو كعب
- بنو عك
- بنو راسب
- بنو مراد
- بنو عامر
- بنو النمر
- بنو مرة
- بنو زهران
- بنو بلي
- بنو نهد
- بنو جذام

القبائل اليهودية:
- بني الفجير
- بنو الكهينان — يتتبعون نسبهم من هارون [4]
- بني عوف
- بنو الحارث أو بني حوراث كانوا حكام نجران.[5][2]
- بنو النضير — عشيرة فرعية من آل الكاهنان، وتقع في يثرب (المدينة المنورة)
- بنو النجار[5][2]
- بنو قينقاع — أقوى القبائل اليهودية في شبه الجزيرة قبل الإسلام[4][5][2]
- بنو قضاعة — قبيلة حميرية من المتحولين إلى اليهودية الصدوقية[6]
- بنو قريظة - عشيرة فرعية من الكاهنان، تقع في يثرب (المدينة المنورة)، فرت "العائلة الرئيسية" من سوريا تحت حكم الغساسنة، ثم فروا من المدينة المنورة، بعد طرد محمد، عائدين إلى سوريا
- بنو شطيبة [5][2]

## أنظر أيضا
- تفاعل غير المسلمين مع المسلمين في عهد محمد
- قبائل الجزيرة العربية
- القبائل اليهودية في الجزيرة العربية

## روابط خارجية
- https://web.archive.org/web/20071006092639/http://www.yanabi.com/forum/messageview.cfm?catid=79&threadid=5270&forumid=1